# Санта Кристина ин Пили
Санта Кристина ин Пили је насеље у Италији у округу Прато, региону Тоскана.
Према процени из 2011. у насељу је живело 77 становника. Насеље се налази на надморској висини од 72 м.